# Sypna ornata
Sypna ornata là một loài bướm đêm trong họ Erebidae.